# Тисовица (резерват)
Вижте пояснителната страница за други значения на Тисовица.
Тисовица е резерват в природен парк Странджа в България.

## Основаване и статут
Обявен е за резерват с обща площ 749,3 хектара със Заповед No.169 на Комитета за опазване на природната среда при Министерски съвет от 16.02.1990 година, с цел да се опазят естествените горски екосистеми от източен горун, благун и източен бук, както и местообитанията на редки и застрашени от изчезване растителни и животински видове.

## Местонахождение
Намира се в природен парк Странджа близо до село Българи в Община Царево, област Бургас. Площта на резервата е 749,30 хектара.

## Флора
Горите в резервата са съставени от източен горун – 43,16, бук – 31,82 %, благун – 23,09 %, цер – 1,12 % и габър – 0,89 %. Някои от редките и застрашени растения, които се срещат са странджанска зеленика, понтийско бясно дърво, колхидски джел, обикновен тис.